# 神崎京介
神崎 京介（かんざき きょうすけ、1959年 - ）は、日本の小説家。

## 略歴
静岡県三島市生まれ。1996年、勝目梓の推薦により、長編バイオレンス『無垢の狂気を呼び起こせ』でデビュー。1998年4月に『週刊現代』で連載が始まった官能小説『女薫の旅』が人気を呼び、以後ベストセラー官能小説作家として活躍する。『女薫の旅』は、主人公の青年が旅をしつつ何人もの女とセックスする物語であり、講談社文庫オリジナルとして20冊以上を刊行した代表作である。作品の多くは「情愛小説」と副題されている。
2016年以降、作家活動を停止している。
2017年11月17日に講談社から発売された岡本倫作のコミック、『パラレルパラダイス』第2巻の特装版には小冊子が付録され、神崎京介の書き下ろし短編「ぬれて ないて のけぞって」が収められている。

## 著書
- 『無垢の狂気を喚び起こせ』（講談社ノベルス 1996年／のち文庫）
- 『0と1の叫び』（講談社ノベルス 1997年）
- 『陰界伝 クーロンズ・ゲート』（木村央志原作 講談社（マガジンノベルス） 1997年）
- 『水の屍』（幻冬舎、1997年／「美しい水」と改題、文庫）
- 『ピュア』（幻冬舎 1997年／「東京地下室」と改題、文庫）
- 『ハッピー』（幻冬舎、1998／「みられたい」と改題、文庫）
- 『ジャン＝ポール・ガゼーの日記』（幻冬舎 1999年） - 翻訳の体裁をとった作品

- 『女薫の旅』シリーズ （講談社文庫）
  - 女薫の旅 （2000年）
  - 女薫の旅 灼熱つづく （2000年）
  - 女薫の旅 激情たぎる （2000年）
  - 女薫の旅 奔流あふれ （2001年）
  - 女薫の旅 陶酔めぐる （2001年）
  - 女薫の旅 衝動はぜて （2002年）
  - 女薫の旅 放心とろり （2002年）
  - 女薫の旅 感涙はてる （2003年）
  - 女薫の旅 耽溺まみれ （2003年）
  - 女薫の旅 誘惑おって （2004年）
  - 女薫の旅 秘に触れ （2004年）
  - 「女薫の旅」特選集+完全ガイド （『週刊現代』編集部編 講談社 2005年）
  - 女薫の旅 禁の園へ （2005年）
  - 女薫の旅 色と艶と （2005年）
  - 女薫の旅 情の限り （2006年）
  - 女薫の旅 欲の極み （2006年）
  - 女薫の旅 愛と偽り （2007年）
  - 女薫の旅 今は深く （2007年）
  - 女薫の旅 青い乱れ （2008年）
  - 女薫の旅 奥に裏に （2009年）
  - 女薫の旅 空に立つ（2011年）
  - 女薫の旅 八月の秘密（2012年）
  - 女薫の旅 十八の偏愛（2013年）
  - 女薫の旅 大人篇（2014年）
  - 女薫の旅 背徳の純心（2015年）

- 『イントロ』（講談社文庫 2001年）
  - 『イントロもっとやさしく』（講談社文庫 2002年）

- 『女運』（シリーズ、祥伝社文庫）
  - 女運 指をくわえて （2001年）
  - 女運昇りながらも （2002年）
  - 女運満ちるしびれ （2002年）

- 『服従』（幻冬舎アウトロー文庫 2000年）「S×M」2009　幻冬舎文庫
- 滴 （講談社文庫 2001年）
- 他愛 （祥伝社文庫 2001年）
- 愛技 （講談社文庫 2001年）
- おれの女 （光文社カッパ・ノベルス 2001年 のち文庫）

- 男泣かせ （光文社カッパ・ノベルス 2002年 のち文庫）
  - 男泣かせ-限限（ぎりぎり） （光文社カッパ・ノベルス 2002年 「ぎりぎり 男泣かせ」と改題、光文社文庫

- 五欲の海 （シリーズ、光文社カッパ・ノベルス 2002年 のち文庫）
  - 五欲の海 乱舞篇 （2003年）
  - 五欲の海 多情篇 （2005年）

- 後味 （光文社文庫 2002 シリーズ）
- 忘れる肌 （徳間書店 2002年 のち文庫）
- 化粧の素顔 （新潮社 2003年 のち文庫）
- 熱れ （ノン・ノベル 2003年 「女のぐあい」と改題、文庫）
- 吐息の成熟 （新潮社 2003年 のち文庫）

- 『週刊女性』連載「男好き」の単行本化（主婦と生活社）
  - 好きのゆくえ （2003年）
  - 好きの果実 （2004年）
  - 好きの味 （2005年）

- 『H』（シリーズ、講談社 2004年 のち文庫）
  - h+ （2004年）
  - h+α （2005年）

- 『盗む舌』（トクマ・ノベルズ 2004年 のち徳間文庫）
- 『密室事情』（角川書店 2004年 のち文庫）
- 『ひみつのとき』（新潮社 2004年 のち文庫
- 『女の方式』（光文社カッパ・ノベルス 2004年 のち文庫）
- 『愛は嘘をつく 女の思惑』（幻冬舎 2004年 「愛は嘘をつく 女の幸福」文庫）
- 『愛は嘘をつく 男の事情』（幻冬舎 2004年 「愛は嘘をつく 男の充実」文庫）
- 『横好き "大人の恋愛"短篇集』（トクマ・ノベルズ 2004年 のち徳間文庫）
- 『性懲り』（祥伝社ノン・ノベル 2005年 「性こりもなく」文庫）
- 『関係の約束』（実業之日本社ジョイ・ノベルス 2005年 のち徳間文庫）
- 『大人の性徴期』（祥伝社ノン・ノベル 2005年 「想う壺」文庫）
- 『不幸体質』（角川書店 2005年）のち新潮文庫
- 『官能の時刻』（文藝春秋 2006年）「夜と夜中と早朝に」2009　文春文庫
- 『禁忌（タブー）』（角川文庫 2006年）
- 『渋谷stay 『風俗の街・渋谷』』（トクマ・ノベルズ 2006年）
- 『男でいられる残り』（祥伝社 2007年）のち文庫
- 『女だらけ』（角川文庫 2007年）
- 『女盛り』（角川文庫 2007年）
- 『成熟』（角川文庫 2008年）
- 『I LOVE』（講談社文庫 2008年）
- 『ぼくが知った君のすべて』（光文社、2008　「エリカのすべて」2010　光文社文庫
- 『利口な嫉妬』2008　講談社文庫
- 『さよならから』2009　幻冬舎文庫
- 『さよならまで』2009　幻冬舎文庫
- 『秘術 長編情愛小説』2009　祥伝社文庫

- 男たるものシリーズ　双葉文庫
  - 『えんまんにす 男たるもの』2010　
  - 『男たるものたらしたれ』2010　
  - 『おれなり 男たるもの』2010

- 『貪欲ノ冒険 長編情愛小説』2010　祥伝社文庫
- 『未経験』2010　光文社文庫
- 『禁秘』2011　祥伝社文庫
- 『新・花と蛇』講談社　2011
- 『天国と楽園』2012　講談社文庫
- 『同窓生』2014 光文社文庫
- 『芝の星(上) 春・夏編』『芝の星(下) 夏・秋編』2014 双葉文庫
- 『深夜枠』2015 光文社文庫
- 『四つ目屋繁盛記　美人と張形』2016 講談社文庫